# Чеслав Хрущевський
Чеслав Хрущевський (пол. Czesław Chruszczewski, 8 травня 1922, Лодзь — 12 лютого 1982, Познань) — польський письменник-фантаст і кіносценарист.

## Біографія
Чеслав Хрущевський народився в Лодзі в сім'ї відомого журналіста Станіслава Кемпера-Хрущевського. Під час Другої світової війни він був членом підпільної польської організації, брав участь у Варшавському повстанні. Після війни Хрущевський жив спочатку в Каліші, а пізніше у Познані, працював спочатку журналістом у місцевих газетах, а пізніше на польському радіо. Протягом 6 років, з 1975 до 1981 року він був головою Познанської організації Спілки польських письменників. Чеслав Хрущевський був одним із організаторів польського фандому, та, на думку частини літературознавців, саме завдяки йому Познань стала одним із головних центрів руху шанувальників фантастики в Польщі, й за його ініціативою в місті у 70-х роках ХХ століття неодноразово проходили міжнародні зустрічі письменників-фантастів. Зокрема, у 1974 році в Познані відбулася ІІ Міжнародна зустріч письменників-фантастів соціалістичних країн, в якій, окрім Хрущевського, брали участь Володимир Владко, Єремій Парнов, Борис Кабур, Олександр Шалімов, Петер Куцка, Йон Хобана, Станіслав Лем. На цій зустрічі Хрущевського, як і Лема та Владка, нагородили спеціальним призом — «Золотим космонавтом». У 1976 році у Познані відбувся Єврокон, на якому Хрущевському також вдалося увійти до кола лауреатів.
Помер Чеслав Хрущевський у Познані 12 лютого 1982 року.

## Літературна творчість
Чеслав Хрущевський розпочав свою літературну діяльність у 1960 році, коли вийшла друком його перша збірка «Дуже дивний світ». Перу Хрущевського належать три науково-фантастичних романи: «Феномен Космосу», «Коли небо впало на Землю» і «Повторне створення світу», а також низка повістей та оповідань. Хоча творчість письменника отримала визнання вже за його життя, і його твори перекладалися низкою іноземних мов, зокрема російською, німецькою та угорською мовами, проте низка літературних критиків та літературознавців вказують і на недоліки у творчості Хрущевського. Зокрема, письменнику закидають слабкий показ технічного розвитку людства майбутнього, надмірне моралізаторство та надмірні філософські роздуми. У фантастичних творах Хрущевський переважно описував контакти землян з іншопланетними цивілізаціями, глобальні катастрофи (в яких, щоправда, людству вдавалось вижити), космічні подорожі. Через більшість творів письменника проходить думка, що земляни самі спроможні справитись із будь-якими проблемами, навіть у майбутньому. Чеслав Хрущевський є також автором кількох радіоп'єс. За мотивами його оповідання «Фотель на автостраді» у 1964 році написаний сценарій фільму «Де ти, Луїзо?», знятий кінорежисером Янушем Кубіком. Чеслав Хрущевський є також укладачем двох антологій фантастичних творів авторів із соціалістичних країн Східної Європи.

## Твори

### Романи
- Феномен космосу (пол. Fenomen Kosmosu, 1975)
- Коли небо впало на Землю (пол. Gdy niebo spadło na ziemię, 1978)
- Повторне створення світу (пол. Powtórne stworzenie świata, 1979)

### Збірки
- Дуже дивний світ (пол. Bardzo dziwny świat. 1960)
- Магічні сходи (пол. Magiczne schody, 1965)
- Тихий океан — небо (пол. Pacyfik-Niebo, 1967)
- Битва під Фарсалом (пол. Bitwa pod Pharsalos, 1969)
- Різні відтінки білого (пол. Różne odcienie bieli, 1970)
- Рік 10 000-й (пол. Rok 10 000, 1973)
- Навколо стільки чудес (пол. Dookoła tyle cudów, 1973)
- Потрійний час галактики (пол. Potrójny czas galaktyki, 1976)
- Місто не з цієї планети (пол. Miasto nie z tej planety, 1981)